# Vincent Conçessao
Vincent Michael Concessao (sinh ngày 28 tháng 9 năm 1936) là một giám mục người Ấn Độ của Giáo hội Công giáo Rôma. Ông nguyên là Tổng giám mục chính tòa Tổng giáo phận Delhi, Phó Chủ tịch Hội đồng Giám mục Hội đồng Giám mục Ấn Độ và Phó Chủ tịch Hội đồng các Giám mục của Ấn Độ. Trước đó, ông cũng là Tổng giám mục Tổng giáo phận Agra và Giám mục Phụ tá Tổng giáo phận Delhi.

## Tiểu sử
Tổng giám mục Vincent Michael Concessao sinh ngày 28 tháng 9 năm 1936, tại Mangalore, Ấn Độ. Sau quá trình tu học dài hạn tại cấc cơ sở chủng viện theo quy định của Giáo luật, ngày 4 tháng 12 năm 1961, Phó tế Concessao tiến đến việc được truyền chức linh mục.
Với hơn ba mươi năm kinh nghiệm trong sứ vụ linh mục, ngày 3 tháng 2 năm 1995, với tin tức từ Tòa Thánh cho biết Giáo hoàng đã tuyển chọn linh mục Vincent Michael Concessao làm Giám mục Phụ tá cho Tổng giáo phận Delhi, tước danh Giám mục Hiệu tòa Mascula. Vị giám mục tân chức đã được cử hành các nghi lễ tấn phong sau đó vào ngày 1 tháng 4 cùng năm. Ba giáo sĩ tạm dự vao nghi thức truyền chức cho vị tân chức gồm có chủ phong là Tổng giám mục Delhi Alan Basil de Lastic. Hai vị khác phụ phong, là Tổng giám mục Angelo Innocent Fernandes, nguyên Tổng giám mục Delhi và Giám mục Symphorian Thomas Keeprath, O.F.M. Cap.. Tân giám mục chọn cho mình châm ngôn:To bear witness to the Lord.
Ban năm sau khi được chọn làm Giám mục Phụ tá, Tòa Thánh công bố quyết định thăng Giám mục Concessao làm Tổng giám mục chính tòa Tổng giáo phận Agra. Chưa đầy hai năm sau đó, ngày 7 tháng 9 năm 2000, Tòa Thánh bất ngờ công bố quyết định từ phía Giáo hoàng, qua đó thuyên chuyển Tổng giám mục Concessco, Tổng giám mục Agra về làm Tổng giám mục Tổng giáo phận Delhi, tọa lạc tại thủ đô của Ấn Độ. Từ năm 2000 đến năm 2004, ông còn đảm nhận vị trí Phó Chủ tịch Hội đồng các Giám mục Ấn Độ [C.B.C.I.]. Từ năm năm 2007 đến năm 2007, ông kiêm chức Phó Chũ tịch Hội đồng Giám mục Ấn Độ [C.C.B.I]. Tổng giám mục Concessco giữ nhiệm vụ này trong vòng mười hai năm, cho đến ngày 30 tháng 11 năm 2012, thì từ nhiệm vì lí do tuổi tác theo Giáo luật.